# Списак застава Северне Македоније
Ово је списак застава Македоније који су користили или их још користе Македонци и Македонија.

## Северна Македонија
| Застава | Датум  | Употреба                   | Опис                            |
| ------- | ------ | -------------------------- | ------------------------------- |
|         | 1995 – | Застава Северне Македоније | Жуто сунце на црвеној позадини. |

## Застава председника
| Застава | Датум  | Употреба                   | Опис                                                                        |
| ------- | ------ | -------------------------- | --------------------------------------------------------------------------- |
|         | 1995 – | Застава Северне Македоније | Исто је као и македонска застава. Македонски председник нема своју заставу. |

## Историјске заставе

### Државне заставе
| Застава | Датум       | Употреба                                                 | Опис                                                                                    |
| ------- | ----------- | -------------------------------------------------------- | --------------------------------------------------------------------------------------- |
|         | 1991 – 1995 | Застава Републике Македоније                             | Звезда из Кутлеша са 16 крака.                                                          |
|         | 1947 – 1991 | Застава Социјалистичке Федеративне Републике Југославије | Три једнака хоризонтална поља у плавој, бијелој и црвеној боји са петокраком у средини. |
|         | 1946 – 1991 | Застава Социјалистичке републике Македоније              | Црвена застава са жутом петокраком у горњем лијевом углу.                               |
|         | 1944 – 1946 | Застава Народне републике Македоније                     | Црвена застава са жутом петокраком у средини.                                           |
|         | 1918 – 1941 | Застава Краљевине Југославије                            | Три једнака хоризонтална поља у плавој, бијелој и црвеној боји.                         |
|         | 1903        | Застава Крушевске републике.                             | Црвена застава.                                                                         |

### Локалне заставе
| Застава | Датум       | Употреба                      | Опис                                                                                  |
| ------- | ----------- | ----------------------------- | ------------------------------------------------------------------------------------- |
|         | 1941 – 1945 | Застава партизанског покрета. | Три једнака хоризонтална поља у плавој, белој и црвеној боји са петокраком у средини. |
|         | 1920        | Застава ВМРО.                 | Црно-црвена застава.                                                                  |

## Етничке заставе
| Застава | Датум  | Употреба                    | Опис                                         |
| ------- | ------ | --------------------------- | -------------------------------------------- |
|         | 1991 – | Етничка македонска застава. | Црвена застава са Звездом из Кутлеша.        |
|         | 1992 – | Етничка македонска застава. | Црвена застава са македонским земским грбом. |

Напомена: Овај списак није потпун.